# Вероятностная схема подписи Рабина
Вероятностная схема подписи Рабина — метод цифровой подписи, первоначально предложенный Михаэлем О. Рабином в 1979 году. Схема подписи Рабина была одной из первых предложенных схем цифровой подписи и является единственной, которая напрямую связывает сложность подделки подписи с проблемой целочисленной факторизации. Алгоритм подписи Рабина непригоден в случайной модели вычислений с оракулом, предполагающей, что проблема целочисленной факторизации неразрешима. Схема подписи Рабина также тесно связана с криптосистемой Рабина.

## Оригинальный алгоритм
- Генерация ключа
  - Выбираются простые числа {\displaystyle p}, {\displaystyle q} каждое приблизительно размера {\displaystyle k/2} бит и считается произведение {\displaystyle n=p\cdot q}.
  - Далее выбирается случайное {\displaystyle b} из {\displaystyle \{1,\ldots ,n\}}.
  - Открытым ключом является пара {\displaystyle (n,b)}.
  - Закрытым ключом соответственно {\displaystyle (p,q)}.
- Подпись
  - Чтобы подписать сообщение {\displaystyle m}, подбирается случайное число {\displaystyle U} и вычисляется {\displaystyle m\cdot U\mod n}.
  - Затем решается уравнение {\displaystyle x(x+b)\mod n=m\cdot U\mod n}.
  - Если решения уравнения не существует, выбирается новое значение {\displaystyle U} и заново решаем уравнение.
  - Подписью сообщения {\displaystyle m} будет пара {\displaystyle (U,x)}
- Проверка
  - По данным сообщению {\displaystyle m} и подписи {\displaystyle (U,x)} верификатор {\displaystyle V} производит вычисления {\displaystyle x(x+b)modn} и {\displaystyle m\cdot U\mod n} и затем проверяет, что они равны.

Оригинальный алгоритм не использует хеш-функции и считается ненадежным.

## Безопасный и упрощенный алгоритм
Безопасный и надежный алгоритм  основан на хеш-функции, устойчивой к коллизиям {\displaystyle H:\{0,1\}^{*}\rightarrow \{0,1\}^{k}}.
В большинстве представлений алгоритм упрощается путем выбора {\displaystyle b=0}. Предполагается, что хеш-функция {\displaystyle H} с количеством выходных битов {\displaystyle k} является случайным оракулом и алгоритм работает следующим образом:
Генерация ключа1. Выбираются простые числа {\displaystyle p}, {\displaystyle q} каждое приблизительно размером {\displaystyle k/2} бит, и {\displaystyle p}, {\displaystyle q} mod 4 равно 3. Далее вычисляется произведение  {\displaystyle n=p\cdot q}.
2. Открытым ключом в этом случае является {\displaystyle n}.
3. Закрытым ключом будет пара {\displaystyle (p,q)}.

Подпись1. Чтобы подписать сообщение {\displaystyle m}, подбирается случайное число {\displaystyle U} и вычисляется {\displaystyle H(m,U)}.
2. Если {\displaystyle H(m,U)} не является квадратом по модулю {\displaystyle n}, выбирается новое значение {\displaystyle U}.
3. После находится одно значение x, которое является решением уравнения {\displaystyle x^{2}=H(m,U)\mod n}.
4. Подписью сообщения {\displaystyle m} будет пара {\displaystyle (U,x)}.

Проверка1. По данным сообщению {\displaystyle m} и подписи {\displaystyle (U,x)} верификатор {\displaystyle V} производит вычисления {\displaystyle x^{2}modn} и {\displaystyle H(m,U)} и затем проверяет, что они равны.

### Замечания
В некоторых реализациях алгоритма величина {\displaystyle U} не используется. Вместо этого возможно ,в конечном итоге, умножить значение хеша на два числа a или b со свойствами {\displaystyle \left({\tfrac {a}{p}}\right)=-\left({\tfrac {a}{q}}\right)=-1} и {\displaystyle \left({\tfrac {b}{q}}\right)=-\left({\tfrac {b}{p}}\right)=-1}, где {\displaystyle (\cdot )} обозначает символ Лежандра.  Тогда для любого {\displaystyle H} по модулю {\displaystyle n} только одно из четырех чисел {\displaystyle H,aH,bH,abH} будет квадратом по модулю {\displaystyle n}, и именно оно выбирается для цифровой подписи сообщения.
Чтобы еще больше упростить алгоритм, необходимо менять сообщение {\displaystyle m} до тех пор, пока подпись не пройдет проверку. 
```
\\
Функция
 
смены
 
сообщения
 
для
 
верификации
 
подписи

def
 
root
(
m
:
 
str
,
 
p
,
 
q
):

    
while
 
True
:

        
x
 
=
 
h
(
m
)

        
sig
 
=
 
pow
(
p
,
 
q
-
2
,
 
q
)
 
*
 
p
 
*
 
pow
(
x
,
 
(
q
+
1
)
/
4
,
 
q
)

        
sig
 
=
 
(
pow
(
q
,
 
p
-
2
,
 
p
)
 
*
 
q
 
*
 
pow
(
x
,
 
(
p
+
1
)
/
4
,
 
p
)
 
+
 
sig
)
 
%
 
(
nrabin
)

        
if
 
(
sig
 
*
 
sig
)
 
%
 
nrabin
 
==
 
x
:

            
print
(
"Write extended message to file m.txt"
)

            
f
 
=
 
open
(
'm.txt'
,
 
'w'
)

            
f
.
write
(
m
)

            
f
.
close
()

            
break

        
m
 
=
 
m
 
+
 
' '

    
return
 
sig

```

## Безопасность
Если хеш-функция {\displaystyle H} является случайным оракулом, то есть его выходные данные действительно случайны в  {\displaystyle \mathbb {Z} /n\mathbb {Z} }, то подделка подписи для любого сообщения {\displaystyle m} так же сложна́,
как вычисление квадратного корня случайного элемента из  {\displaystyle \mathbb {Z} /n\mathbb {Z} }.
Чтобы доказать, что получение случайного квадратного корня так же сложно, как факторизация, необходимо отметить, что в большинстве случаев существует четыре различных квадратных корня, поскольку {\displaystyle n} имеет два квадратных корня по модулю {\displaystyle p} и два квадратных корня по модулю {\displaystyle q}, и каждая пара дает квадратный корень по модулю {\displaystyle n} по Китайской теореме об остатках. Некоторые из корней могут иметь одинаковое значение, но вероятность этого крайне мала.
Если возможно найти два разных квадратных корня {\displaystyle x},{\displaystyle y} таких, что {\displaystyle x^{2}=y^{2}\mod n} но   {\displaystyle x\neq \pm y\mod n}, то это немедленно приводит к факторизации {\displaystyle n}, так как на {\displaystyle n} делится {\displaystyle x^{2}-y^{2}=(x-y)(x+y)} , но не делятся простые множители.  Таким образом, вычисление {\displaystyle \operatorname {gcd} (x\pm y,n)} приведет к нетривиальной факторизации {\displaystyle n}.
Теперь предполагается, что существует эффективный алгоритм для нахождения хотя бы одного квадратного корня. Затем выбирается случайное {\displaystyle r} по модулю {\displaystyle n} и возводится в квадрат {\displaystyle r^{2}=R\mod n},после, используя алгоритм, берется квадратный корень от {\displaystyle R} по модулю {\displaystyle n}, и получается новый корень {\displaystyle r^{\prime }}, который с вероятностью 50%  {\displaystyle r\neq \pm r^{\prime }\mod n}.

## Источник
Смарт Н. Криптография. — М.: Техносфера, 2005. С. 525.